# 弗龙豪森
弗龙豪森是德国黑森州的一个市镇。总面积27.88平方公里，总人口3983人，其中男性1930人，女性2053人（2011年12月31日），人口密度143人/平方公里。